# Муйинга (провинция)
Муйинга  е една от 18-те провинции на Бурунди.

## Общини
Провинция Муйинга включва седем общини:
- община Бухинюза
- община Бутихинда
- община Гасорве
- община Гашохо
- община Гитерани
- община Муйинга
- община Мвакиро